# Adam Wrzosek
Adam Wrzosek (ur. 6 maja 1875 w Zagórzu, zm. 26 lutego 1965 w Poznaniu) – polski lekarz patolog, antropolog oraz historyk medycyny.

## Życiorys
Urodził się w rodzinie szlacheckiej, herbu Dołęga. Rodzicami byli Józef Wrzosek i Pelagia ze Skibińskich. Szkołę średnią rozpoczął w Piotrkowie, a zakończył w Łodzi, gdzie w 1894 otrzymał świadectwo dojrzałości. Studiował w Kijowie, Zurychu, Berlinie, Paryżu, Krakowie i Wiedniu. Od 1910 był profesorem Uniwersytetu Jagiellońskiego. Wykładał tam historię medycyny. W 1918 został profesorem na Wydziale Lekarskim Uniwersytetu Warszawskiego. W 1920 zamieszkał w Poznaniu – został tu powołany na stanowisko organizatora i pierwszego dziekana nowo utworzonego Wydziału Lekarskiego Uniwersytetu Poznańskiego. Od 1930 był członkiem czynnym Polskiej Akademii Umiejętności. W latach 1935–1939 kierował też Zakładem Historii Medycyny na Uniwersytecie w Wilnie. Był założycielem Polskiego Towarzystwa Antropologicznego i Towarzystwa Historii Medycyny, a także redaktorem Przeglądu Antropologicznego oraz Archiwum Historii i Filozofii Medycyny. Był członkiem Towarzystwa Miłośników Miasta Poznania. W czasie wojny mieszkał w Warszawie, przy ul. Madalińskiego 15. Tam zakładał i kierował w latach 1942–1944 jako dziekan Wydziałem Lekarskim Tajnego Uniwersytetu Ziem Zachodnich w Warszawie, którego był później prorektorem. Wykładał tam propedeutykę lekarską, historię i filozofię medycyny i antropologię, a po powstaniu warszawskim – w Krakowie wykładał historię i filozofię medycyny.
W 1945 powrócił do Poznania, by odbudować zdewastowany przez okupanta niemieckiego Zakład Historii i Filozofii Medycyny i Zakład Antropologii. Wykładał tam historię i filozofię medycyny, logikę medycyny, etykę lekarską i antropologię. Od 1947 do 1957 był przeniesiony na emeryturę, a od 1957 do 1960 został reaktywowany na profesora Katedry Historii Medycyny na Akademii Medycznej w Poznaniu. Wykładał tam historię, medycynę i propedeutykę lekarską. Od 1945 przez trzy lata był sekretarzem Wydziału IV PAU, a w latach 1948–1950 dyrektorem tego wydziału. Od 1960 był na emeryturze. W 1964 został uhonorowany godnością doktora honoris causa Uniwersytetu Jagiellońskiego.

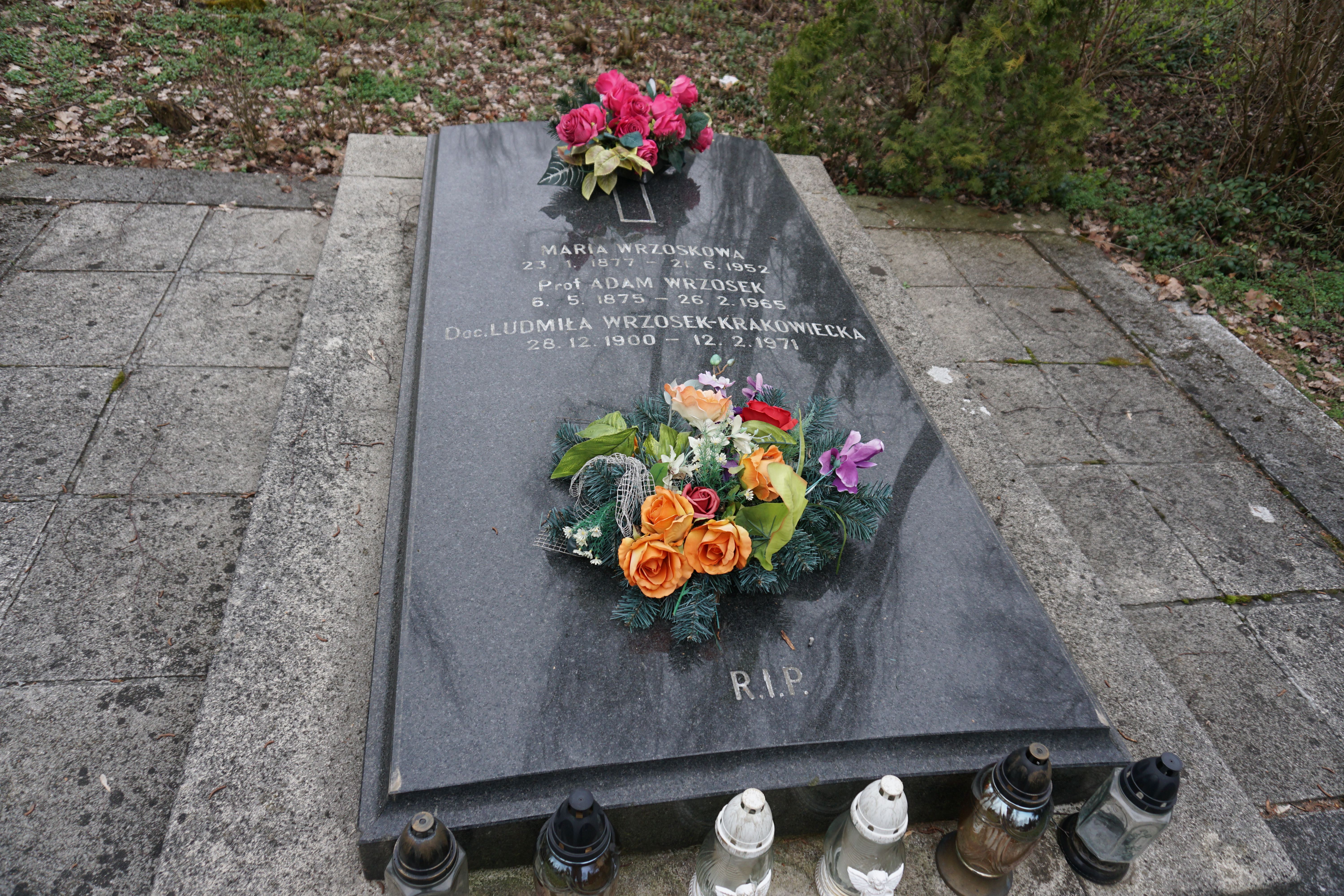
Grób prof. Adama Wrzoska i Ludmiły Krakowieckiej na Cmentarzu Junikowskim

Zmarł 26 lutego 1965 w Poznaniu. Pochowany został na Cmentarzu Junikowskim w Poznaniu (pole 1, kwatera 1, miejsce 26). Był żonaty z Marią Dąbrowską, z którą miał córkę Ludmiłę (zamężną – Krakowiecką).
Jego księgozbiór wszedł w skład zbiorów Muzeum Wydziału Lekarskiego UJ.
W 2022 ukazała się monografia Michała Musielaka Profesor Adam Wrzosek (1875–1965) – historyk i filozof medycyny. Zarys biografii intelektualnej, opublikowana przez Wydawnictwo Naukowe Uniwersytetu Medycznego im. Karola Marcinkowskiego w Poznaniu.

## Dorobek naukowy
Dorobek uczonego stanowi około 460 pozycji (głównie z historii medycyny, propedeutyki lekarskiej, biologii, bakteriologii, antropologii, prehistorii, etnografii i kultury polskiej, w tym monografie wybitnych lekarzy – Jędrzeja Śniadeckiego, Ludwika Bierkowskiego, Józefa Majera, Karola Marcinkowskiego i Tytusa Chałubińskiego).
Zajmował się także filozofią medycyny i należał do polskiej szkoły filozofii medycyny.
Założył dwa czasopisma: „Archiwum Historii i Filozofii Medycyny” oraz „Przegląd Antropologiczny”.

## Ordery i odznaczenia
- Krzyż Komandorski Orderu Odrodzenia Polski – 2 maja 1923 „za zasługi, położone dla Rzeczypospolitej Polskiej na polu nauki i pracy obywatelskiej”[9][10]

## Upamiętnienie
Jego imię nosi niewielka ulica na poznańskich Winiarach, przy której zlokalizowane jest Wielkopolskie Centrum Pediatrii, znajdująca się między szpitalami MSW a wojewódzkim (druga – niepołączona część – dawniej odchodziła od Alei Solidarności, obecnie nosi nazwę Dobrego Pasterza), a w przeszłości przesiadkowy przystanek MPK Poznań tamże (linia tramwajowa na Piątkowską, przemianowany na Osiedle Winiary).
Podczas pandemii COVID-19 jego imię nosiła także hala 7A szpitala tymczasowego na terenie Międzynarodowych Targów Poznańskich, będącego częścią Szpitala Klinicznego Przemienienia Pańskiego Uniwersytetu Medycznego im. Karola Marcinkowskiego w Poznaniu.
Jego imię nosi także budynek Uniwersytetu Medycznego im. Karola Marcinkowskiego (Collegium Adama Wrzoska) przy ul. Rokietnickiej w Poznaniu.